# Антропов, Егор Андреевич
Егор Андреевич Антропов (род. 8 мая 1992, Омск) — российский хоккеист, защитник.

## Биография
Родители профессионально играли в бадминтон. Встал на коньки в пять — шесть лет, когда с семьёй переехал из Омска в Москву. Начинал заниматься хоккеем в школе «Белых Медведей», тренер Геннадий Курдин. Сезон 2009/10 начал в команде МХЛ «Шериф» Тверь, затем уехал в Северную Америку, где год играл за юниорские команды «Палм-Бич Хокс» (Лейк-Уэрт-Бич, Флорида) и «Нортерн Сайклонс» (Хадсон, Нью-Гэмпшир). Вернувшись в Россию, играл в МХЛ за команды «Белые тигры» Оренбург (2010/11) и «Алмаз» Череповец и «Омские ястребы» (2011/12). Сезон 2012/13 провёл в системе тюменского «Рубина». Сыграл за команду 14 матчей в ВХЛ, также — 23 матча в МХЛ за «Тюменский легион» и 8 — за «Рубин-2» в РХЛ. 28 июля 2013 года «Рубин» стал дочерним клубом команды-дебютанта КХЛ «Адмирал» Владивосток, и на следующий день Антропов подписал годичный контракт с «Адмиралом». 9 августа 2014 года был обменян в «Нефтехимик». 9 октября, после семи проведённых матчей, был обменян в «Северсталь». Летом 2015 года, после смены главного тренера, был переведён в клуб ВХЛ «Ижсталь», но там не играл и 17 сентября перешёл в «Витязь». Сыграл шесть матчей в КХЛ и три в ВХЛ за ТХК и 25 ноября был обменян в челябинский «Трактор». Провёл 14 матчей за «Челмет» в ВХЛ. В сезоне 2016/17 сыграл 10 матчей за казахстанский клуб «Иртыш» Павлодар. Сезон 2017/18 пропустил. Перед сезоном 2018/19 подписал контракт с «Адмиралом». Проведя 17 матчей, 18 ноября покинул клуб. 23 декабря подписал пробное соглашение с чешским клубом «Пираты» Хомутов. Сыграл шесть матчей и 20 января 2019 года покинул клуб.